# Johannes de Grocheo
Johannes de Grocheo, también conocido como Grocheo, Johannes de Grocheio, Jean de Grouchy, (París, c. 1255 – c. 1320) fue un teórico de la música parisino de principios del siglo XIV.  Escribió el tratado Ars musicae (c. 1300), que describe las características de la música sacra y profana en París y sus alrededores durante su vida.

## Vida
Nació en París hacia 1255. Su nombre de nacimiento era Jean de Grouchy, pero es más comúnmente conocido por la versión latinizada de su nombre. Probablemente pertenecía a la adinerada familia de Grouchy, que controlaba un feudo en Normandía. Las razones para aceptar esta identificación son dos: Normandía es la única región de Francia, aparte de París, mencionada en su tratado, y el propio Grocheio reveló que había explorado algunas de sus ideas en un discurso dirigido a Clemente, un monje de Lessay en la diócesis de Coutances.
Se cree que estudió música y filosofía en París, pero no existen evidencias de que se licenciara. A pesar de la falta de tales pruebas, se le atribuye el título de "magister" (maestro) y "regens Parisius" (profesor residente en París) en el manuscrito de Darmstadt. Si bien, este último título se añadió al manuscrito después de ser copiado. Es posible que Grocheio también enseñara en la Basílica de Saint-Denis, a tenor del canto llano que describe en la sección sobre música sacra del Ars musicae. No se sabe mucho más sobre su vida, ya que los datos biográficos proceden de su principal tratado, así como de investigaciones y especulaciones académicas.

## Obra

### Ars musicae
Era maestro en artes y el autor del tratado Ars musicae (El arte de la música) publicado hacia 1300, que trata de describir la música de su tiempo tal y como era practicada en París y sus alrededores.
Divide la música en tres categorías: 
- "Musica simplex" (música popular; música de la persona lega).
- "Composita" (según reglas métricas; música de la persona culta).
- "Ecclesiastica" (música de la iglesia cristiana).

Grocheo partió de la taxonomía de Boecio, que dividió la música entre la música mundana, música humana y música instrumental.
Casi un tercio del tratado se dedica a la música litúrgica. El resto está dedicado a la música secular y Grocheo analiza su nueva importancia social de una manera sistemática y pedagógica. También habla de la gran versatilidad de la fídula o la viela. De hecho, consideraba que la fídula incluía a todos los demás instrumentos y que con ella un buen músico. Grocheo escribe, por ejemplo, que «un buen vielista puede interpretar toda clase de cantus y cantilenas, así como cualquier otra forma musical.»
Grocheo fue uno de los primeros teóricos en definir un motete. Creía que el motete no estaba «pensado para los vulgares quiénes no entienden sus puntos más finos y no obtienen ningún placer de oírlo: sino que este estaba pensado para la gente culta y aquellos que buscan el refinamiento en el arte».

#### La sociología de la música en el tratado
Grocheo intentó dirigirse a las funciones sociológicas de formas musicales específicas y géneros, y la música ofrecida como una cura para las dolencias de sociedad, atribuyéndole el poder de frenar los vicios sociales. Pensaba que cuando los ancianos, los trabajadores y las clases medias cantaban sobre las privaciones soportadas por los héroes de los "cantares de gesta", esto les ayudaba a soportar sus miserias, contribuyendo así al bienestar del estado. Así pues, Grocheo concluyó, que la narrativa épica contribuía a la estabilidad de la ciudad porque animaba a ciudadanos de todas las edades y clases sociales a estar satisfechos con su vida.
En cambio, Grocheo creía que las canciones de los troveros inspiraron a reyes y nobles para hacer grandes cosas y para ser grandes: "este tipo de canción por regla general era compuesta por reyes y nobles y era cantada en presencia de reyes y señores de la tierra de modo que esto podía mover sus mentes hacia el valor y la valentía, la magnanimidad y la liberalidad…".

#### Manuscritos
El tratado de Grocheio se conserva en dos manuscritos. Una edición del tratado se conserva en la British Library, Harley en una antología de tratados de teoría musical de Guido de Arezzo, Guy de Saint-Denis, Petrus de Cruce, y varios autores anónimos. La otra edición se encuentra en la Biblioteca Estatal de Darmstadt en otra antología que contiene escritos de David de Augsburgo, Hugo de San Víctor, Hugo de San Cher, y varios otros autores anónimos.  El manuscrito de Darmstadt es la única copia que acredita el tratado a Johannes de Grocheio.
- Londres, British Library, Harley 281, ff. 30–52.
- Darmstadt, Hessische Landes- und Hochschulbibliothek, Ms 2663, ff. 56–59.